# Anders Wejryd

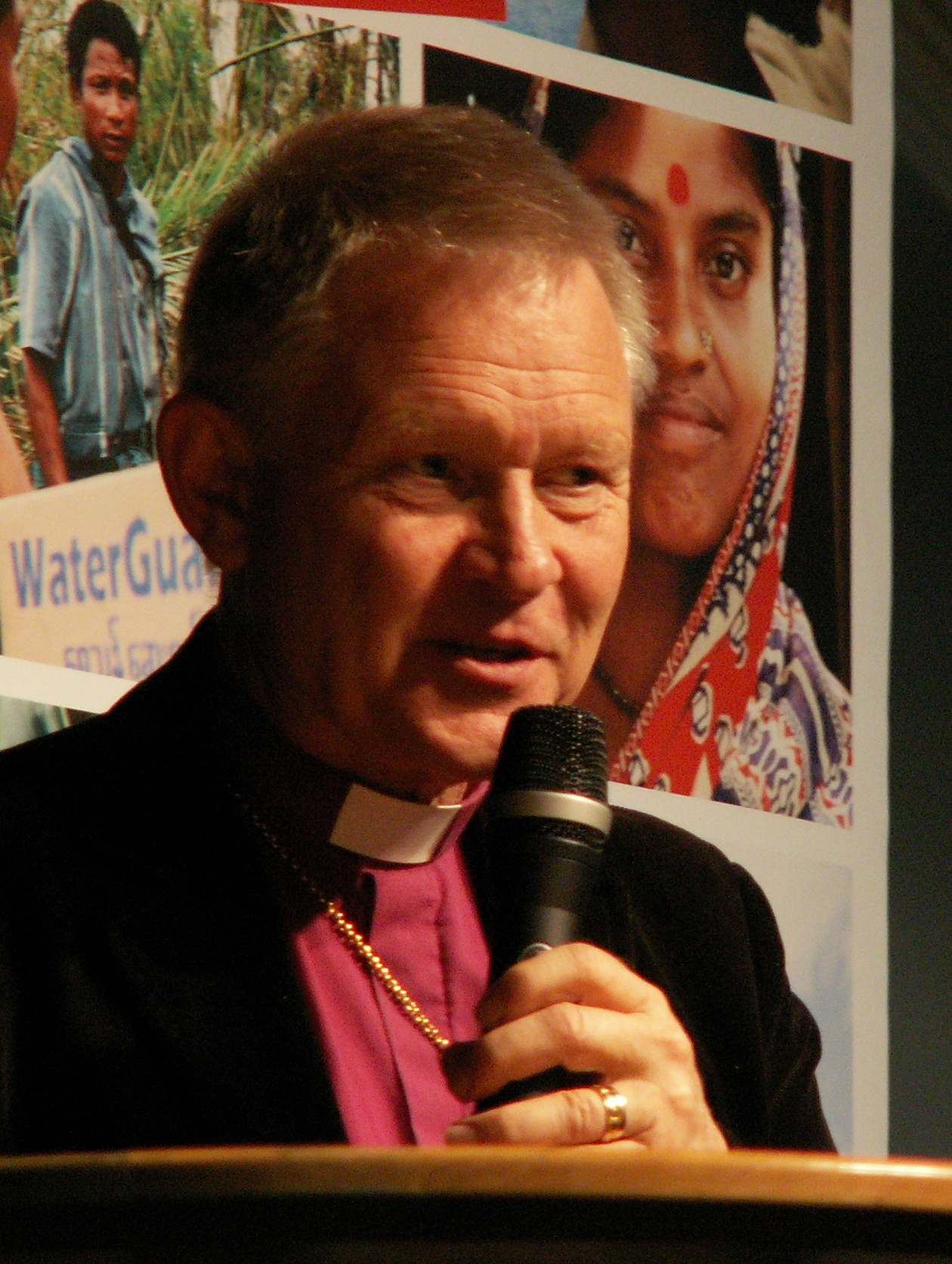
Anders Wejryd

Anders Harald Wejryd (* 8. August 1948 in Falköping) ist ein evangelisch-lutherischer Theologe, emeritierter Erzbischof von Uppsala und damit leitender Bischof der Schwedischen Kirche.

## Leben
1972 zum Pastor ordiniert, war Wejryd von 1995 bis 2006 Bischof von Växjö. Anschließend folgte er K. G. Hammar als Erzbischof von Uppsala nach. Seine Nachfolgerin wurde 2014 Antje Jackelén. 
Wejryd ist seit 2013 Präsident für Europa des Ökumenischen Rats der Kirchen (ÖRK). Zuvor saß er bereits im Zentral- und Exekutivausschuss des ÖRK.